# Kazimierz Ochocki

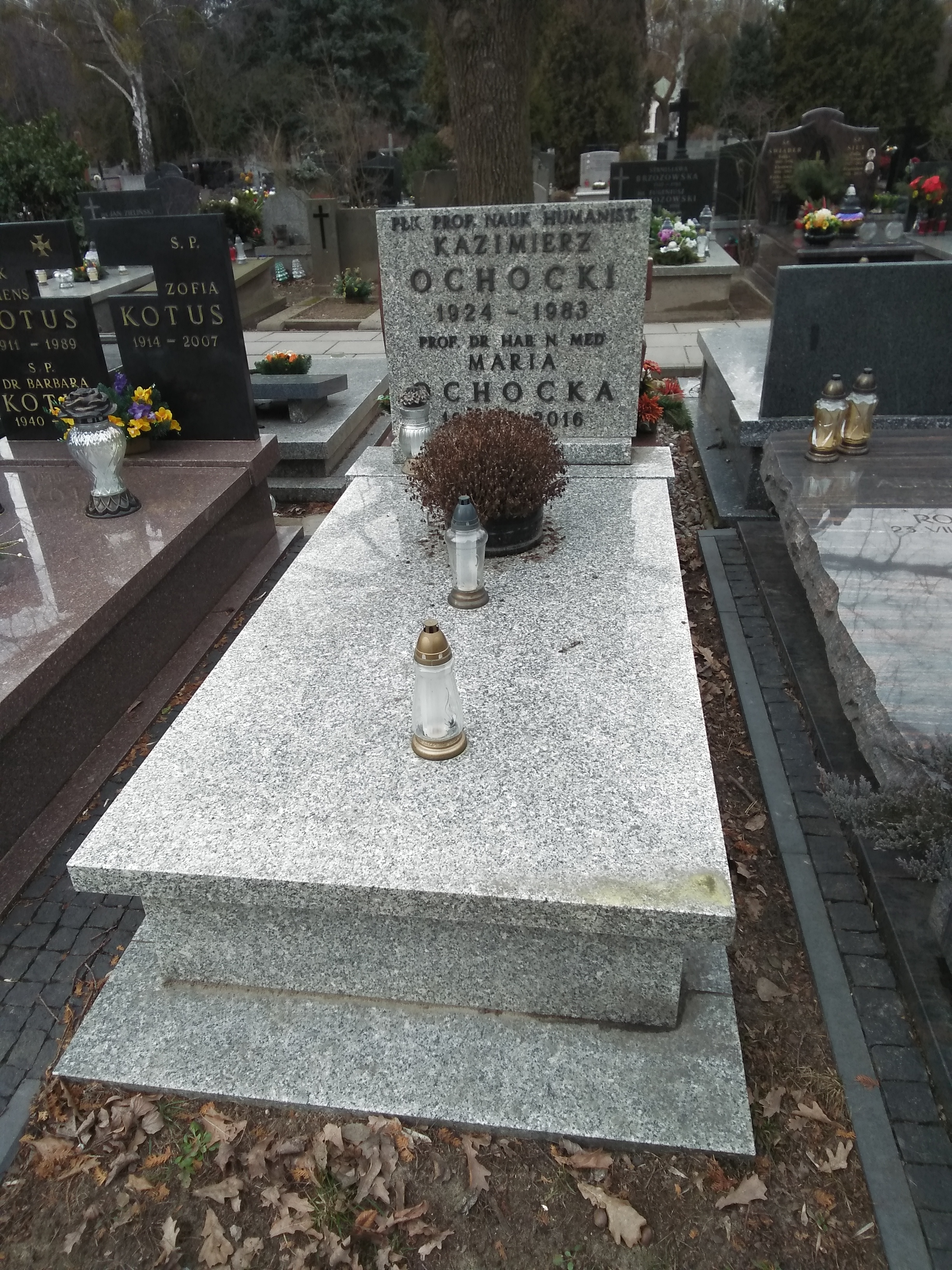
Grób Kazimierza Ochockiego na Cmentarzu Wojskowym na Powązkach

Kazimierz Ochocki (ur. w 1924 w Dąbrowie Górniczej, zm. 29 marca 1983) – profesor doktor habilitowany filozofii, marksista, pułkownik Wojska Polskiego.

## Życiorys
Był synem Wincentego. Studiował prawo na Uniwersytecie Łódzkim i filozofię na Uniwersytecie Warszawskim oraz w Instytucie Kształcenia Kadr Naukowych przy Komitecie Centralnym PZPR. Doktoryzował się na Uniwersytecie Warszawskim, a habilitował w Instytucie Filozofii i Socjologii PAN. Sprawował funkcję dziekana Wydziału Nauk Pedagogicznych Wojskowej Akademii Politycznej im. Feliksa Dzierżyńskiego. Autor ponad 70 prac naukowych, publikowanych w czasopismach naukowych polskich i zagranicznych.
Zajmował się problematyką historii filozofii marksistowskiej, filozoficznymi problemami nauk wojskowych i kontrowersjami ideologicznymi we współczesnej filozofii.
10 października 1983 gen. broni Florian Siwicki, w zastępstwie Ministra Obrony Narodowej, wyróżnił go pośmiertnie wpisem do „Honorowej Księgi Czynów Żołnierskich”.
Żonaty z prof. dr hab. nauk medycznych Marią Reginą Ochocką z domu Kurkiewicz (1924-2016). Jest pochowany na Cmentarzu Wojskowym na Powązkach kwatera H III
Rząd: 3, Grób: 34.

## Najważniejsze publikacje
Teksty Ochockiego są wyrazistym przejawem zasad leninowskiej „filozofii  walki” stanowiąc przede wszystkim dokument uprawiania filozofii i jej historii jako zadania wyznaczonego przez ideologię.
- Spór o pojęcie materii w dziejach filozofii marksistowskiej (1960)
- Podstawy ideologiczne wychowania Bundeswehry (1964)
- Filozofia a nauki przyrodnicze w kontrowersjach marksistowskich lat 1908-1932 (1970)
- Spory filozoficzne w radzieckiej literaturze lat 20. (1972)
- Spory o pojęcie materii, tom 237 serii wydawniczej Omega (1972)
- Wokół sporów o filozofię (1978)
- Radzieckie spory filozoficzne (1984)

Artykuły
- Problemy etyki w radzieckich dyskusjach filozoficznych lat dwudziestych. „Etyka”. 13, s. 133-149, 1974. DOI: 10.14394/etyka.280. [dostęp 2021-05-25].

## Nagrody
- Złote Pióro Żołnierza Wolności w dziedzinie popularyzacji ideologii marksistowsko-leninowskiej (1976)[5]
- Złote Pióro Żołnierza Wolności w dziedzinie popularyzacji ideologii marksistowsko-leninowskiej (pośmiertnie, 1983)[6]